# Freycinetia marginata
Freycinetia marginata är en enhjärtbladig växtart som beskrevs av Carl Ludwig von Blume. Freycinetia marginata ingår i släktet Freycinetia och familjen Pandanaceae. Inga underarter finns listade.